# Spilosoma janeckoi
Spilosoma janeckoi är en fjärilsart som beskrevs av Karl Schawerda 1910. Spilosoma janeckoi ingår i släktet Spilosoma och familjen björnspinnare. Inga underarter finns listade i Catalogue of Life.